# Protoscaphirhynchus
Protoscaphirhynchus byl rod pravěké jeseterovité ryby, vzdáleně příbuzné současným jeseterům. Žil v době pozdní křídy, asi před 71 až 66 miliony let, tedy na úplném konci druhohorní éry. Fosilní pozůstatky těchto ryb byly objeveny v souvrství Hell Creek v Montaně (USA), holotyp nese označení UMMP 22210. Tito dávní zástupci kostnatých ryb žily ve stejných ekosystémech jako poslední neptačí dinosauři, např. Tyrannosaurus nebo Triceratops a zřejmě sdíleli jejich osud při velkém hromadném vymírání na konci křídy. Jediným zástupcem rodu je Protoscaphirhynchus squamosus, druh popsaný v roce 1956.

## V populární kultuře
Tento rod s obtížně zapamatovatelným jménem je krátce zmíněn například v knize Poslední dny dinosaurů.